# 板球22
《板球22》是 Big Ant Studios开发、Nacon发行的板球。游戏于2021年首发，对应Microsoft Windows、PlayStation 4、PlayStation 5、Xbox One、Xbox Series X/S平台；2022年，任天堂Switch版发行。
据评论汇总媒体Metacritic统计，游戏获得「两极分化或中庸」的评价。